# Severo Pozzati
Severo Pozzati, noto anche con lo pseudonimo di Sepo (Comacchio, 16 marzo 1895 – Bologna, 30 settembre 1983), è stato un pubblicitario, pittore e scultore italiano.
Attivo sia in Francia sia in Italia, è stato uno dei più importanti cartellonisti pubblicitari della prima metà del Novecento. In particolare è stato uno degli artisti che ha determinato il passaggio dalla funzione tendenzialmente decorativa del manifesto, tipica del caposcuola Cappiello, a quella più attenta alla comunicazione.
Ha contribuito a fissare i moduli caratteristici del cartellone pubblicitario Art déco.

## Biografia

### Il periodo bolognese
Severo Pozzati nasce a Comacchio nel 1895. Due anni più tardi la famiglia si trasferisce a Bologna. Quarto di sette tra fratelli e sorelle, Severo studia scultura all'Accademia di Belle Arti di Bologna, dove il fratello maggiore Mario frequentava già il corso di pittura. Qui stringe amicizia con Osvaldo Licini, Giacomo Vespignani e Giorgio Morandi. Si diploma nel 1913 e vince il "Premio di Scultura del Ministero della Pubblica Istruzione" che gli permette di visitare varie città d'arte italiane. In questi viaggi rimane impressionato dall'opera di Giotto, Paolo Uccello, Piero della Francesca e Masaccio.
Nel 1914 espone un paio di sculture all'Hotel Baglioni di Bologna insieme a opere di Giorgio Morandi, Osvaldo Licini, Giacomo Vespignani e Riccardo Bacchelli. Presiedono all'inaugurazione Marinetti, Carrà e Boccioni. La mostra resta aperta soltanto poche ore, riesce ad ottenere una certa risonanza sulla stampa locale, soprattutto grazie alla presenza dei futuristi. La critica paragona Pozzati a Medardo Rosso. Egli prosegue quindi con discreto successo l'attività di scultore, realizzando varie opere.
Nel 1915 è di ritorno a Comacchio per restaurare una cappella privata.
In questi anni, dedicati primariamente alla scultura, va progressivamente accostando anche la pittura, dove ripropone in linea di massima lo stile delle proprie opere plastiche: volumi fortemente definiti, paesaggi essenziali, pochi colori. Il rimando è alla tradizione pittorica italiana trecentesca e quattrocentesca, in particolare Giotto. Ma sono ravvisabili anche influenze di artisti più moderni quali Cézanne e il Picasso pre-cubista.
Sempre in questi anni inizia a frequentare gli artisti e gli intellettuali della Bologna d'inizio secolo che si ritrovano nei caffè del centro. Stringe amicizia con Giuseppe Raimondi, Filippo de Pisis, Mario Tozzi, Dino Campana, Bino Binazzi e Corrado Govoni. Fa inoltre la conoscenza di Giovanni Papini, Alfredo Oriani, Mario Missiroli, Ardengo Soffici, Vincenzo Cardarelli e molti altri.
Allo scoppio della prima guerra mondiale viene riformato dal servizio militare per via di un incidente accadutogli mentre trasportava una scultura. Può proseguire quindi con il proprio lavoro. Le condizioni economiche dovute al conflitto, però, lo costringono di lì a poco a cercare un mestiere più redditizio che non quello dello scultore o del pittore.
Nel 1917 decide di iniziare l'attività di grafico a fianco del fratello Mario che lavorava per l'agenzia pubblicitaria Maga, una delle più importanti dell'epoca. Al contempo diventa anche insegnante di "comportamento espressivo" presso la scuola per attori cinematografici di Sebastiano Sani, critico d'arte de L'Avvenire d'Italia e "mecenate" di Pozzati fin dai tempi dell'esordio all'albergo Baglioni.
Nel 1919 è regista e scenografo del film d'avanguardia Fantasia bianca, con musiche composte da Vittorio Gui. Nel gennaio dello stesso anno sua sorella Maria dà alla luce il futuro psicologo Luigi Meschieri.

### Il periodo parigino
Nel gennaio 1920 decide di trasferirsi a Parigi, pur non avendo nessun contatto nella capitale francese. Nella primavera dello stesso anno lo raggiunge l'amico e pittore Alessandro Cervellati e insieme si arrangiano con piccoli lavoretti di artigianato che gli permettono a stento di affittare uno studio a Montmartre. Col trascorrere dei mesi Pozzati inizia a frequentare gli "italiani di Parigi", in particolare Mario Tozzi che diverrà un suo amico stretto.
Riceve dalla Galleria Bernheim-Jeune, interessata alle sue opere di pittura e scultura, una proposta di contratto che però non accetta (l'impegno prevedeva una collaborazione di quindici anni, in assoluta esclusiva, e con una retribuzione minima).
Pozzati si rende conto ben presto di non riuscire a vivere della propria arte, e già nell'estate del 1920 si vede costretto a ritornare nel mondo della pubblicità. Riprende quindi la collaborazione con l'agenzia Maga, che proprio quell'anno aveva aperto anche a Parigi.
L'attività di pubblicitario diventa così progressivamente più rilevante rispetto a quella di scultore e pittore. In ogni caso Pozzati tenterà ciclicamente di cogliere le occasioni che gli si presentano:
nel 1922 partecipa con l'architetto Aldo Pini ad un concorso per la realizzazione di un monumento ai caduti della Grande Guerra, ma non vince.
Nell'ottobre dello stesso anno ottiene invece, dall'Italia, una commissione: realizzare un busto commemorativo per Antonio Bonora, industriale agricolo di Galliera. Sarà l'ultima opera plastica dell'artista, salvo rare eccezioni e salvo tornare alla scultura negli ultimissimi anni della propria vita.
Pur essendo nel campo della grafica pubblicitaria dal 1917, e sempre con la stessa agenzia, è solo nel 1923 che riesce a firmare il suo primo manifesto (tutti i precedenti erano anonimi, come spesso accadeva). Per il suo Le clos de postillon, affiche per una ditta di vini, Severo Pozzati adotta lo pseudonimo di Sepo (acronimo del proprio nome) che i francesi pronunceranno «Sepó» e che egli conserverà per il resto della propria carriera. Carriera che a partire da questo momento si evolverà brillantemente e lo porterà a divenire nel ventennio successivo uno dei più quotati cartellonisti pubblicitari di Francia e Italia.
I primi manifesti risentono palesemente dell'influenza di Leonetto Cappiello, che all'epoca era il punto di riferimento per molti cartellonisti: colori piatti, grafica essenziale, punto prospettico dal basso verso l'alto. Tuttavia è sempre in questi anni che lo stesso Cappiello, per tenere il passo coi tempi, inizia a lasciarsi influenzare dalle nuove avanguardie nel campo della grafica e più in generale dell'arte. E tra i primi in ambito pubblicitario a proporre le innovazioni delle più recenti correnti artistiche, in particolare il cubismo, c'è proprio Sepo, assieme al grafico Cassandre.
Alla fine del 1924, anno della morte del padre, Pozzati lascia definitivamente Maga. Inizia a lavorare per alcune importanti agenzie parigine, come ad esempio Star, ma anche per la Publivox di Ginevra, per la Ricordi di Milano, per la Chappuis di Bologna e per altre ancora. Nel 1925 riceve la "Medaglia d'oro per la grafica pubblicitaria" alla "Mostra Universale delle Arti Decorative" di Parigi. Nel 1926 viene assunto in qualità di direttore artistico dalla Dorland. Tra i manifesti più celebri di questo periodo c'è quello per il colletto inamidato Noveltex (1928) che viene premiato all'"Esposizione Internazionale" di New York e selezionato tra quelli che dovranno rappresentare l'arte pubblicitaria francese all'"Esposizione Universale" di Monaco, oppure quello per le sardine Ameieux (1929). Sepo viene paragonato a Cappiello e ritenuto il secondo miglior cartellonista italiano in terra di Francia.
Nel 1928 espone alcuni suoi dipinti alla prima mostra de Les Italiens de Paris, aperta al Salon de l'Escalier, all'interno del Théâtre Louis Juvet agli Champs-Élysées. Nell'autunno dello stesso anno espone invece alcuni suoi manifesti ad una mostra che si tiene in Italia, "La Settimana Ferrarese", al Palazzo di Sant'Anna a Ferrara.
Dopo neanche un decennio dal suo arrivo nella capitale francese in cerca di fortuna nel campo della pittura o della scultura, Pozzati si ritrova una celebrità nel campo della réclame. Frequenta i più importanti artisti e intellettuali che all'epoca risiedevano a Parigi: Pablo Picasso, Georges Braque, Suzanne Valadon, Jean Cocteau, e altri esponenti dell'avanguardia internazionale. Ma soprattutto mantiene stretti legami con Filippo de Pisis e il gruppo de Les Italiens de Paris.
Nel 1932, allo scadere del suo contratto con la Dorland, Pozzati decide di aprire un'agenzia pubblicitaria per conto proprio. Nasce così l'Idea, aperta al numero civico 63 di Boulevard Victor Hugo di Parigi, e che avrà sia committenti francesi sia italiani. Con la nuova agenzia crea alcuni di quelli che resteranno tra i manifesti più celebri della sua intera carriera, in particolare sono da citare il manifesto per le camicie da sera Noveltex (1933), per le confezioni Tortonese (1934), per il panettone Motta (1934) e per le sigarette Anic (1938).
A partire dal 1933 è attivo presso il Sindacato Italiano degli Artisti residenti all'estero - sezione di Parigi - fondato lo stesso anno da Antonio Maraini, segretario generale dei Sindacati Fascisti di Belle Arti e segretario della Biennale di Venezia. Grazie a tale sindacato avrà poi la possibilità di partecipare a varie mostre in qualità di pittore, in particolare è da menzionare la "Prima esposizione degli Artisti Italiani di Parigi" che si tiene nell'autunno del 1933, con la presidenza onoraria di Luigi Pirandello, e alla quale partecipano artisti come Amedeo Modigliani, Giorgio de Chirico, Massimo Campigli, Filippo de Pisis, Felice Casorati, Mario Tozzi, Umberto Brunelleschi, Renato Paresce, Gino Severini, Enrico Prampolini, Alberto Martini e altri.
Per l'autunno del 1933, in occasione della commemorazione della Marcia su Roma, gli viene commissionata un'enorme tela di 120 metri quadrati raffigurante il dittatore italiano Benito Mussolini. Tale dipinto viene posizionato nella sala Wagram di Parigi, luogo dove si tiene la manifestazione in presenza delle autorità italiane giunte in Francia per l'evento.
Nella primavera del 1936 partecipa alla "Prima Mostra del Cartellone e della Grafica pubblicitaria" al Palazzo delle Esposizioni di Roma, la prima manifestazione di questo tipo mai tenutasi in Italia.
Nel 1937 riceve il "Gran Premio d'Onore" all'"Esposizione Universale delle Arti e delle Tecniche" di Parigi.
Nell'autunno del 1938 gli viene commissionato l'allestimento del padiglione della moda alla mostra "Torino e l'Autarchia" che si tiene nel capoluogo piemontese.
L'anno successivo scoppia la seconda guerra mondiale. Tuttavia, almeno per i primi tempi, Pozzati riesce a vivere nella capitale francese in relativa tranquillità. I problemi veri e propri iniziano il 10 giugno 1940, quando viene rotto il patto di non belligeranza tra Italia e Francia, e Mussolini entra in guerra a fianco di Hitler: a Parigi vengono arrestati e internati in campi di concentramento tutti quegli italiani che ricoprono cariche di rilievo. Pozzati, che non aveva mai rinunciato alla cittadinanza italiana e che era una figura di spicco del Sindacato Italiano degli Artisti residenti all'estero viene arrestato e deportato al Campo d'internamento di Le Vernet. Verrà rilasciato 40 giorni dopo. Ritorna quindi in Italia per passare l'estate, ma in autunno è di nuovo a Parigi.
Nel 1941 sposa la francese Alphonsine Debruil, che diverrà sua collaboratrice.

Gli anni della guerra sono molto difficili, soprattutto perché sotto l'occupazione nazista Pozzati decide di non lavorare per committenze tedesche, nonostante le pressioni. Cerca quindi di trovare lavoro, di nascosto, presso i vecchi clienti e stampare clandestinamente i propri manifesti.
Gli anni dell'immediato dopoguerra contraddistinguono la vita di Pozzati con eventi in forte contrasto: in particolare il 1948 che, se da un lato vede la Biennale di Venezia dedicargli uno spazio, dall'altro è anche l'anno della prematura morte della moglie.
In generale, comunque, con la ripresa economica del dopoguerra anche la pubblicità riconquista il proprio mercato. Pozzati riesce a riprendere a pieno ritmo il proprio lavoro e alla fine degli anni quaranta realizza ancora alcuni di quelli che resteranno tra i suoi manifesti più celebri, in particolare quello per la mostarda Vert-Pré (1949) raffigurante un bue macellato. I cartelloni pubblicitari di questo periodo sono caratterizzati da un abbandono delle stilizzazioni rigide e dei fondi scuri, a favore del progressivo impiego di figure più fantasiose e colori primari accesi.

### Il ritorno in Italia
Nel 1957 Pozzati decide di fare ritorno in Italia, a Bologna, dopo 38 anni passati in Francia. Nel 1959 viene incaricato di istituire una Scuola d'Arte Pubblicitaria, che egli riesce a dedicare alla memoria del fratello Mario, morto nel 1947. Tuttavia, da un lato a causa di una certa difficoltà nell'inserirsi in un ambiente da lui ritenuto estraneo, dall'altro per la volontà di ritornare ad occuparsi finalmente di pittura, Pozzati preferisce lasciare definitivamente il mondo della pubblicità, a tutti i livelli. È però tra i membri del comitato per le onoranze a Leonetto Cappiello, morto nel 1942. Tiene quindi numerose conferenze dedicate al grande maestro e nel 1961 presenzia all'inaugurazione del monumento a questi dedicato nell'omonimo piazzale di Livorno.
Nell'ultima fase della propria vita, a partire dal 1960, si dedica quindi alla pittura. Nei propri quadri Pozzati riproporrà sostanzialmente temi a lui cari (nature morte, paesaggi, elementi di vita contadina), ma con lo stile acquisito degli anni della grafica pubblicitaria (precisione del segno, ricerca costante dell'effetto prodotto dall'opera, costruttivismo, estrema razionalità).
Nel 1980, ormai ottantatreenne, si riavvicina anche alla scultura, realizzando lavori sia a partire da bozzetti disegnati in età giovanile, sia a partire da bozzetti nuovi.
Severo Pozzati muore a Bologna il 30 settembre del 1983, all'età di 86 anni.
Molte delle opere di Severo Pozzati sono oggi esposte presso la Pinacoteca Civica di Pieve di Cento, grazie alla donazione della nipote Amelia Pozzati. Da questo nucleo di opere è stata  
allestita una mostra a Comacchio nel 2012, a Palazzo Bellini.

## Principali manifesti
Tra i principali cartelloni pubblicitari creati da Severo Pozzati (a firma Sepo) durante la propria carriera è possibile citare:
- 1923 - Le clos de Postillon (primo manifesto a firma Sepo)
- 1926 - Cacao
- 1928 - Noveltex, colletto
- 1929 - Sardines Amieux, sardine
- 1929 - L'Anthracine
- 1930 - Bouillon Kub, dado da cucina
- 1930 - Castell - A. W. Faber, matite
- 1930 - Primior, vino
- 1930 - Cigares National, sigari
- 1931 - Cigarettes Roulées, sigarette
- 1932 - Cigarettes Balto, sigarette
- 1933 - Noveltex, camicie
- 1934 - Tortonese, confezioni
- 1934 - Motta, panettone
- 1934 - Cigarettes Anic, sigarette
- 1934 - Lotteria di Tripoli
- 1934 - Terza Mostra Nazionale della Moda
- 1949 - Vert-Pré, mostarda

## Esposizioni
Opere di Severo Pozzati sono state esposte nelle seguenti mostre e rassegne:
- 1912 - Bologna, Associazione "Francesco Francia"
- 1914 - Bologna, Hotel Baglioni (per iniziativa del musicista futurista Francesco Balilla Pratella)
- 1925 - Parigi, "Esposizione Universale delle Arti Decorative"
- 1928 - Parigi, "Le opere degli artisti italiani a Parigi"
- 1928 - Ferrara, Municipio
- 1929 - Monaco di Baviera, Federazione Francese della Pubblicità
- 1931 - New York, "Esposizione di Arte Pubblicitaria"
- 1931 - Zurigo, "Opere di Artisti Francesi"
- 1932 - Milano, Fiera
- 1933 - Milano, Galleria del Milione, "Esposizione Internazionale del Manifesto Moderno e Nazionale del Manifesto Bocciato"
- 1933 - Parigi, "Esposizione di Artisti italiani a Parigi"
- 1934 - Ginevra, Publivox
- 1935 - Boulogne-sur-Mer, Hotel de Ville
- 1936 - Roma, "Esposizione Internazionale del Manifesto Moderno e Nazionale del Manifesto Bocciato"
- 1936 - Parigi, Galerie de Paris
- 1936 - Milano, Società "La Permanente"
- 1937 - Parigi, Galerie Charpentier
- 1937 - Parigi, "Esposizione Universale delle Arti e delle Tecniche"
- 1946 - Parigi, Circolo degli Artisti
- 1948 - America del Sud e del Nord, "Esposizione itinerante a cura del Ministero francese di Belle Arti"
- 1950-1952 - Germania, "Mostra itinerante di Grafica Pubblicitaria"
- 1951 - Parigi, Galerie Silvagni
- 1952 - Milano, Società "La Permanente"
- 1956 - Parigi, Grande Galerie
- 1956 - Milano, Società "La Permanente"
- 1961 - Torino, Circolo Artistico
- 1963 - Bologna, Palazzo Re Enzo, Salone del Trecento, "Opere del cartellonista Sepo"
- 1965 - Milano, Federazione Italiana Pubblicità
- 1965 - Bologna, Centro d'Arte e Cultura
- 1967 - Bologna, Galleria d'Arte "La Colomba"
- 1967 - Bologna, ARCI
- 1967 - Vignola (Modena), "Mostra Nazionale di Pittura Contemporanea"
- 1968 - Bologna, Sindacato Emiliano Pittori e Scultori
- 1971 - Bologna, Prometeo Gallery
- 1972 - Parigi, Biblioteca nazionale, "Cent'anni di Manifesti nel Mondo"
- 1972 - Bologna, Centro d'Arte e di Cultura
- 1972 - Imola (Bologna), "13ª Biennale Nazionale d'Arte Figurativa"
- 1974 - Bologna, Museo Civico

Tra le principali esposizioni postume:
- 1990 - Comacchio (Ferrara) Galleria d'Arte Moderna, Palazzo Bellini, "I Pozzati: Mario, Sepo, Concetto"

## Premi
Severo Pozzati ha ricevuto i seguenti premi e riconoscimenti:
- 1912 - Premio "Francesco Francia", Bologna
- 1913 - Gran Premio di Scultura "Ministero della Pubblica Istruzione", Bologna
- 1925 - Medaglia d'Oro all'Esposizione Universale delle Arti Decorative di Parigi
- 1928 - 1º Premio "La Rumeur", Parigi
- 1930 - 1º Premio Esposizione d'Arte Pubblicitaria, New York
- 1932 - Nomina a Membro d'Onore dell'Associazione Pubblicitaria di Barcellona
- 1937 - Presidente d'Onore dei Vetrinisti Francesi, Parigi
- 1937 - Gran Premio d'Onore all'Esposizione Universale delle Arti e delle Tecniche di Parigi
- 1938 - 1º Premio ex aequo al concorso per il Manifesto dell'Esposizione Universale di Roma (che si sarebbe dovuta tenere nel 1942 all'EUR, ma che non avvenne per via della guerra)
- 1945 - Nomina a Membro d'Onore del Sindacato Artisti Pubblicitari presso la Fédération Française de la Publicité, Parigi
- 1951 - Premio "Vita di Pubblicitario", Milano
- 1953 - Presidente d'Onore del "Cenacle", Parigi
- 1953 - 1º Premio del "Manifesto Italiano", Milano
- 1953 - 1º Premio "Gallo d'Oro", Bologna
- 1956 - Oscar del più bel manifesto francese, Parigi
- 1957 - Premio della "Giarrettiera", Milano
- 1960 - Nomina ad Accademico della Classe Pittori dell'Accademia di belle arti di Bologna, o anche Accademia Clementina
- 1961 - Presidenza del Comitato franco-italiano per le onoranze a Leonetto Cappiello per l'erezione di un monumento al maestro avvenuta a Livorno il 30 luglio del 1961
- 1964 - Medaglia "Benemerito della Pubblicità", Milano

## Severo Pozzati nei musei

### Nei musei in Italia
- Museo Novecento di Firenze
- Galleria d'Arte Moderna "Aroldo Bonzagni" di Cento
- Galleria nazionale d'arte moderna e contemporanea di Roma
- Galleria Villa San Giacomo di San Lazzaro di Savena
- Museo civico e della mail art di Montecarotto (AN)
- Pinacoteca Civica di Pieve di Cento (Bo)

### Musei all'estero
- Marsiglia - Museo Cantini
- Monaco di Baviera - Museo Nazionale
- Zurigo - Museo delle Arti Decorative
- Toronto - Museo delle Arti Decorative
- Parigi - Museo delle Arti Decorative
- Parigi - Biblioteca nazionale
- Skopje - Museo Nazionale

## Poesie
Severo Pozzati ha scritto anche poesie. Un'antologia dei suoi versi, risalenti ad un periodo che va dal 1910 al 1955, è stata raccolta nel seguente volume:
- Severo Pozzati. Poesie/pensieri e disegni inediti di Sepo. Bologna, Tamari, 1982.